# وينستون رايت
وينستون رايت (بالإنجليزية: Winston Wright)‏ هو موسيقي جامايكي، ولد في 1944، وتوفي في 1993.

## وصلات خارجية
- وينستون رايت على موقع ميوزك برينز (الإنجليزية)
- وينستون رايت على موقع أول ميوزيك (الإنجليزية)
- وينستون رايت على موقع ديسكوغز (الإنجليزية)